# Bitwa o Formigny
Bitwa o Formigny – starcie zbrojne, które miało miejsce 15 kwietnia 1450 roku pomiędzy siłami francuskimi, wspartymi oddziałami bretońskimi a wojskami angielskimi. Bitwa stoczona została w ramach wojny stuletniej i zakończyła się zdecydowanym zwycięstwem Francuzów.

## Tło bitwy
Król Francji, Karol VII Walezjusz w 1444 roku podpisał traktat z Tours, rozejm w wojnie pomiędzy Francją a Anglią. Karol wykorzystał ten czas na reorganizacje swojej armii. W międzyczasie Anglia rządzona przez słabego króla Henryka VI zaczęła gwałtownie tracić militarną siłę. W marcu 1449 Anglicy złamali rozejm atakując twierdzę Fougéres. W lipcu 1449 Francuzi przeszli do ofensywy zdobywając  miasta Pont-Audemer, Pont-l’Évêque oraz Lisieux. W listopadzie 1449 wojska francuskie zdobyły stolicę Normandii - miasto Rouen i port Harfleur, a do końca roku zajęły znaczną część Normandii. Do stycznia 1450 przejęto kontrolę nad miastami Honfleur oraz Fresnoy.
Zimą 1449 roku Anglicy zebrali armię dowodzoną przez Thomasa Kyriella. Liczyła ona około 3 000 ludzi i została przetransportowana z Portsmouth do Cherbourga. Oddziały angielskie wylądowały 15 marca 1450 roku, a pod koniec miesiąca zostały wzmocnione posiłkami liczącymi 2 000 żołnierzy.

## Bitwa
Kyriell skierował swoje wojska na południe, zdobywając po krwawym starciu miasto Valognes. W międzyczasie Francuzi dowodzeni przez Karola I Burbona w sile 5 000 żołnierzy skierowali się w kierunku miejscowości Carentan.
12 kwietnia Anglicy otoczyli Carentan, dwa dni później zdobywając wioskę Formigny. W tym samym dniu z okolic Saint-Lô przybył ze swoimi wojskami Artur III Bretoński, który wsparł siły francuskie.
15 kwietnia 1450, siły Karola I zostały zauważane przez Anglików. Obie strony stoczyły ze sobą bitwę na drodze Carentan-Bayeux. Kyriell wysłał na pole walki około 4 000 ludzi, z czego 3 000 stanowili łucznicy.
W pierwszej fazie ataku siły Karola I zaatakowały angielskie flanki, nie powodując jednak większego przełomu. W tym samym czasie Francuzi otworzyli ogień z dwóch kolubryn. W wyniku ostrzału zginęło co najmniej kilkunastu Anglików, jednakże atak angielskiej kawalerii spowodował przejęcie obu armat.
W międzyczasie siły angielskie zostały zaatakowane przez Bretończyków pod wodzą Artura III, którzy przekroczyli rzekę Aure i rozpoczęli szturm na angielskie flanki. Widząc zaistniałą sytuację, Kyriell próbował wycofać swoje wojska, ustawiając je w tym czasie w kształt litery „L”. Mimo tych starań Francuzi ostatecznie rozbili Anglików, biorąc do niewoli Kyriella oraz niszcząc całą jego armię.

## Po bitwie
Bitwa zakończyła się zdecydowanym zwycięstwem Francuzów. Straty angielskie wyniosły co najmniej 2 500 zabitych oraz 900 wziętych do niewoli. Ostatecznie niektóre źródła podają dane o 3 800 zabitych a także 1 400 rannych. Straty sił franko-bretońskich oceniane są na 500–600 zabitych.
Dzięki temu zwycięstwu Francuzi pokonali Anglików, którzy nie posiadali więcej sił w Normandii. Sytuację wykorzystały wojska francuskie, zajmując całą Normandię. W rękach Anglików pozostało tylko miasto Calais. Bitwa pod Formigny była także jedną z pierwszych bitew, w których artyleria odegrała znaczącą, choć nie decydującą, rolę w rozegranej potyczce.